# کلیسای نجات‌دهنده، ترابزون
کلیسای نجات دهنده (به ارمنی Ամենափրկիչ վանք - به انگلیسی Monastery of the All-Saviour)، کلیسایی است وابسته به ارمنیان که در سال ۱۴۲۴ میلادی ساخته شده‌است. این کلیسا در شهر ترابزون در ترکیه، (ارمنستان غربی) می‌باشد.

## تاریخ
کلیسای نجات دهنده بر روی تپه مینتریون (بوزتپه)، سه کیلومتری جنوب خاوری شهر ترابزون جای دارد. ارمنیان از سده ۷ میلادی در ترابزون می زیسته‌اند. در دوران تاخت و تاز مغول‌ها در سده‌های ۱۳ و ۱۴ میلادی بسیاری از ارمنیان از شهر آنی به این بخش گریختند. کلیسا در سال ۱۴۲۴ میلادی ساخته شد و در سال ۱۴۶۱ میلادی بدست ترکان سلجوقی تاراج و ویران شد. صومعه در آغاز سده ۱۶ میلادی بازسازی شد. هم‌اکنون از صومعه تنها یک سالن ۴۰ × ۳۰ متر بجای مانده است. درون صومعه نگاره‌های دیواری که کتاب مقدس را به تصویر می‌کشند موجود است. تا پیش از نسل‌کشی ارمنیان صومعه فعالیت داشته و در طی نسل‌کشی بیش از سی هزار ارمنی از آن شهر به بیابانهای سوریه تبعید شدند.

## نگارخانه

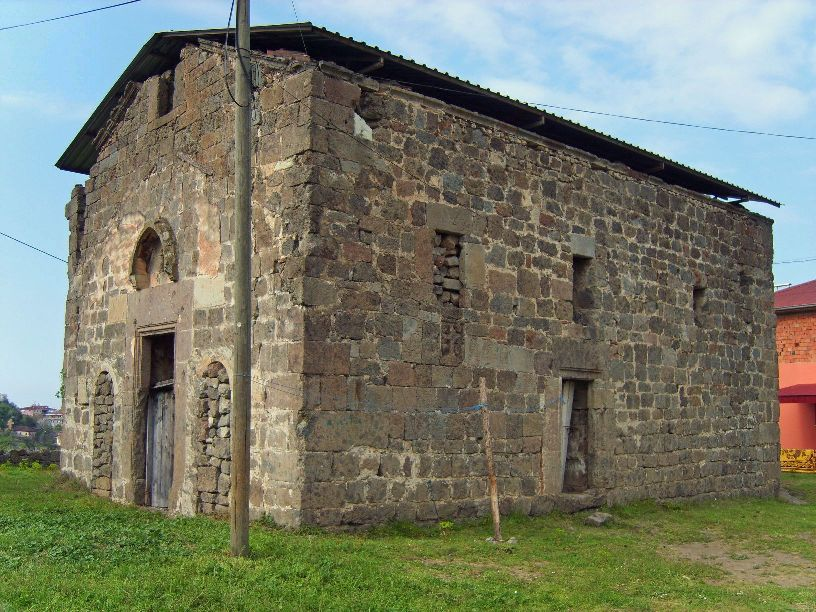
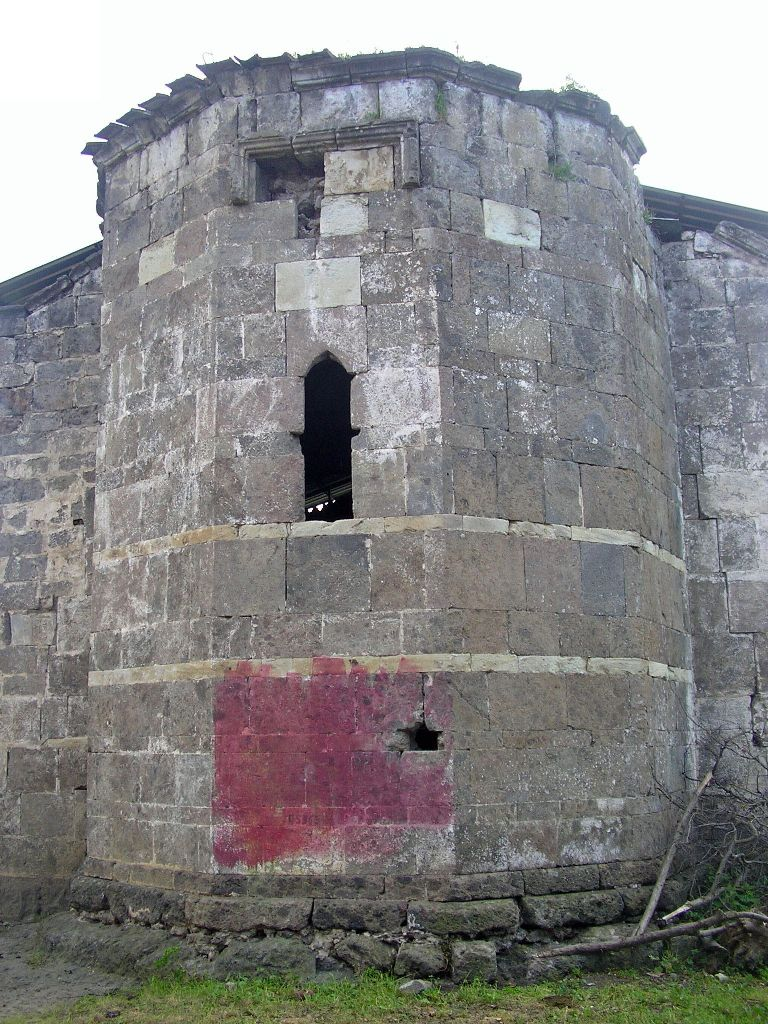
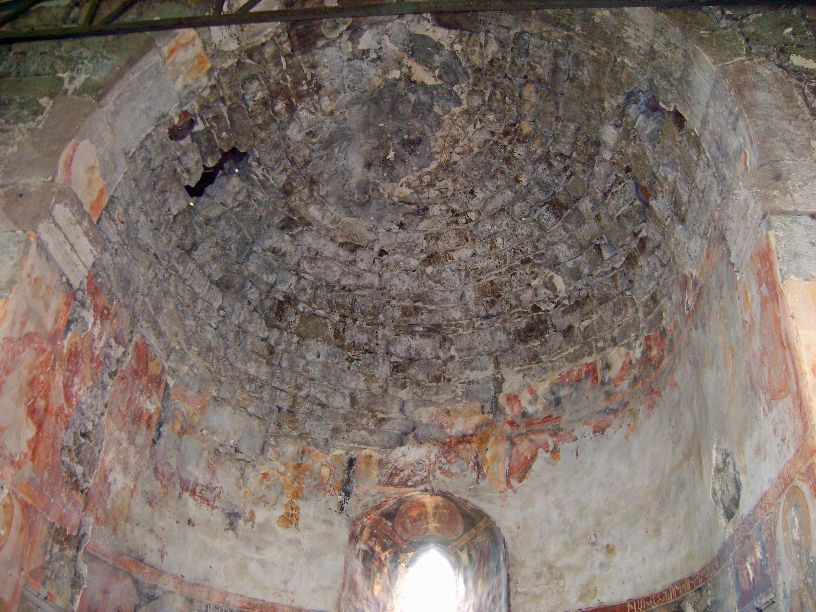
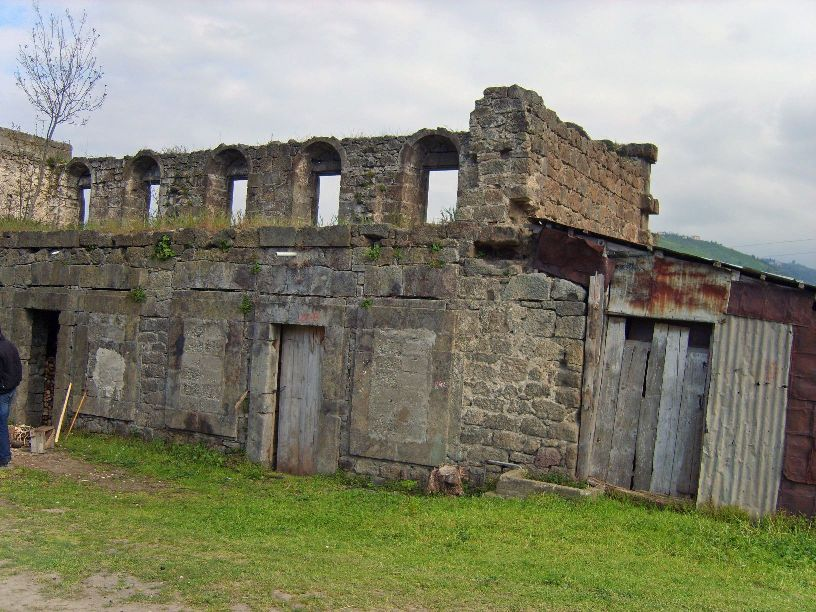
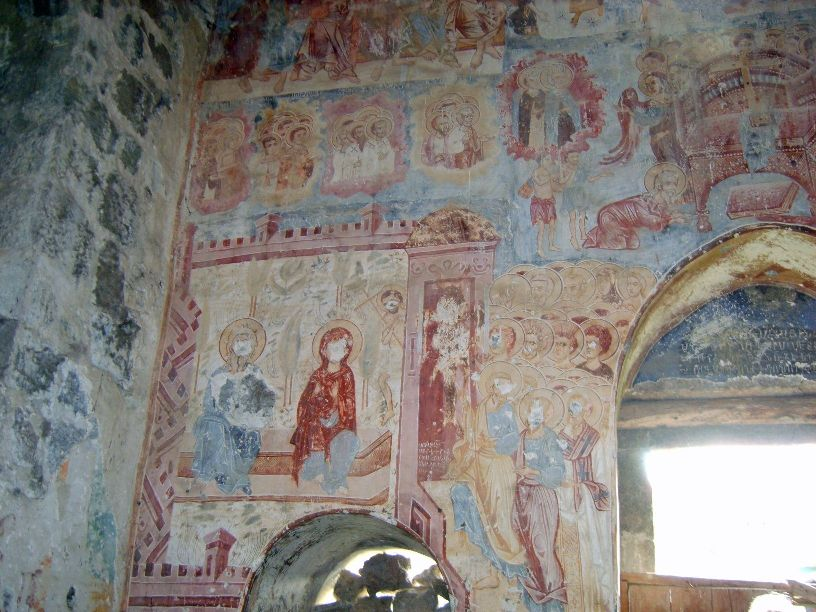